# Узуард
Узуа́рд (Узва́рд) (лат. Usuardus; умер 23 января, вероятно 877) — монах-бенедиктинец аббатства Сен-Жермен-де-Пре, учёный-богослов во время правления династии каролингов, составитель мартиролога.

## Биография
Сведения о месте и годе рождения Узуарда не сохранились. Впервые его имя упоминается в списке монахов аббатства Сен-Жермен-де-Пре, около 841—847 годы, в декларации о духовной ассоциации этого монастыря с монахами из аббатства Сен-Реми.
Один из эпизодов деятельности Узуарда изложен Аймоном в Мартирологе Узуарда. Монахи аббатства Сен-Жермен-де-Пре решили привезти в свой монастырь мощи Викентия Августопольского, которому вначале посвятил эту обитель Герман Парижский и где в его честь была церковь. Для этой цели они отправили в Кордовский эмират монахов Узуарда и Одиларда, снабдив их грамотами короля Западно-Франкского королевства Карла Лысого. Иноки приехали в Барселону, где граф Хунфрид рассказал им о других недавно пострадавших мучениках в Кордовском эмирате, например, 27 июля 852 года при эмире Абд эр-Рахмане II, как отступники от мусульманской веры, были казнены христиане Георгий, Аврелий, Наталия, Феликс и Лилиоза. После этого Узуард и Одилард решили отправиться в Кордову, чтобы получить частицы мощей новых мучеников. Узуард и Одилард с рекомендательным письмом от Хунфрида пришли к эмиру Сарагосы Абдилувару, и тот направил их в Кордову. Доверенное лицо Хунфрида в Кордове Леовигильд Абедсалом свёл их с настоятелем Пилемелларийского монастыря Самсоном, последний передал им мощи Георгия, Аврелия и голову Наталии. Возвращение и путешествие по Западно-Франкскому королевству, согласно описанию Гаймона, превратилось в торжественную процессию по городам и сопровождалось чудесами.
Узуард составитель Мартиролога, свою книгу он посвятил Карлу Лысому. Мартиролог Узуарда достаточно любимая книга среди христиан Средневековья, о чем свидетельствует множество сохранившихся рукописей. Этот мартиролог синтезирует элементы древне-римского Псевдо-иеронимова мартиролога и Мартиролога Адона; расширенная версия этой книги из сочинений Беды Достопочтенного, приписываема архидиакону Флору Лионскому. В Мартиролог Узуарда включено 1167 святых. Мартиролог Узуарда издан в 123 томе Patrologia Latina.
Узуард также написал некролог аббатства Сен-Жермен-де-Пре, самый старый в своем роде.